# Liste d'œuvres littéraires inspirées par la Seconde Guerre mondiale
Cette liste présente quelques œuvres littéraires inspirées par la Seconde Guerre mondiale.

## Combattants
Armée de l'air :
- Pierre Clostermann, Le Grand Cirque, 1946
- Richard Hillary, Le Dernier Ennemi, 1940
- Antoine de Saint-Exupéry, Pilote de Guerre, 1943
- Antoine de Saint-Exupéry, Lettre à un otage, 1943
- Romain Gary, Les Racines du ciel, 1956
- Roald Dahl, Escadrille 80, 1986
- Boris Polevoï, Histoire d'un homme véritable, 1947

Armée de terre :
- Alexandre Tvardovski, Vassili Tiorkine, 1942[1]
- Sven Hassel, La Légion des damnés, 1953
- Joseph Kessel, Le Bataillon du ciel, 1947
- Robert Merle, Week-end à Zuydcoote
- Pierre Molaine, Violences, 1944
- Pierre Molaine, Batailles pour mourir, 1945
- Pierre Molaine, Mort d'homme, 1946
- Pierre Molaine, Le Sang, 1967
- Robert Auboyneau et Jean Verdier, La Gamelle dans le dos, 1972
- Guy Sajer, Le Soldat oublié, 1967
- Mikhaïl Boubennov, Le Bouleau argenté, 1948[2],[3]
- Boris Vassiliev Ici les aubes sont plus douces, 1969
- Alexander Bek La Chaussée de Volokolamsk, 1943[4]
- Emmanuil Kazakevitch Le Printemps sur l'Oder, 1949
- Viktor Nekrassov Dans les tranchées de Stalingrad, 1946
- Vassili Grossman, Pour une juste cause, 1952, 1954
- Vassili Grossman, Vie et Destin, 1980

## Résistants
- Louis Aragon, Le Musée Grévin, 1943
- Louis Aragon, La Diane française, 1943
- Georges Bernanos, La Grande Culbute, 1940
- Marc Bloch, L'Étrange Défaite, 1940, publ. posthume en 1946
- Jean Cassou, Trente-trois sonnets composés au secret, 1944
- Charles de Gaulle, Mémoires de guerre, Plon, 1955
- Joseph Kessel, L'Armée des ombres, Plon, 1963
- Jacques Maritain, À travers le désastre, New York, 1941
- Vercors, Le Silence de la mer, Éditions de Minuit, 1941
- John Steinbeck, Lune noire, 1942 (The Moon is down) traduit en français, 1942, édité aux Éditions de Minuit, puis traduit en français par Jean Pavans, en 1994, aux éditions Jean-Claude Lattès, réédité en livre de poche Hachette en 1996
- Roger Vailland, Drôle de jeu, éditions Corrêa, Prix Interallié 1945
- Jeanne Galzy, La Jeunesse déchirée, 1952
- Robert Antelme, L'Espèce humaine, 1947
- Alexandre Fadeïev, La Jeune Garde, 1946

## Prisonniers de guerre
- Francis Ambrière, Les Grandes Vacances, 1946
- Pierre Boulle, Le Pont de la rivière Kwai, 1952
- François Cavanna, Les Russkoffs, 1979
- Georges Hyvernaud, La Peau et les Os, 1949
- Jerzy Kosinski, L'Oiseau bariolé, 1965
- Primo Levi, Si c'est un homme, 1947

## Travail forcé civil
Témoignages de requis du Service du travail obligatoire :
- François Cavanna, Les Russkoffs, 1978
- Alain Robbe-Grillet, Le miroir qui revient, Éditions de Minuit, 1983

## Littérature concentrationnaire
- Arthur Koestler, Le Zéro et l'Infini (Darkness at Noon) au Royaume-Uni en 1941, en France en 1945.
- David Rousset, L'Univers concentrationnaire, 1946
- David Rousset, Les Jours de notre mort, 1946
- Robert Antelme, L'Espèce humaine, Gallimard, 1947
- George Orwell, 1984, 1948
- Virgil Gheorghiu, La Vingt-cinquième Heure, 1964
- Jorge Semprún, Le Grand Voyage, Gallimard, 1964
- Jorge Semprún, L'Écriture ou la Vie, Gallimard, 1995
- Valentine Goby, Kinderzimmer, Actes Sud, 2013  (ISBN 9782330022600)
- Boris Pahor, Pèlerin parmi les ombres, Phébus, 1990

## Personnages historiques
- Paul-Yanic Laquerre, Shôwa : Chroniques d'un dieu déchu, Acropolys, 2008 (sur Hirohito)
- Richard Lourie, Moi, Staline, Noir sur Blanc, 2003 (sur Staline)
- Anatoli Rybakov, Les Enfants de l'Arbat, Le Livre de poche, 1991 (sur Staline)
- Éric-Emmanuel Schmitt, La Part de l'autre, 2001 (ISBN 2226126600) (sur Adolph Hitler)

## Génocide des Juifs
- Anne Frank, Journal, 1942-1944
- Ana Novac, Les Beaux Jours de ma jeunesse, 1968
- Martin Gray, Au nom de tous les miens, 1971
- Imre Kertész, Être sans destin (Sorstalanság), 1997 (prix Nobel de littérature 2002)
- Paul Steinberg, Chroniques d'ailleurs, 1996
- Primo Levi, Si c'est un homme, 1945
- Robert Merle, La mort est mon métier, 1952, d'après les mémoires du commandant d'Auschwitz Rudolf Höss.
- André Schwarz-Bart, Le Dernier des Justes,1959
- William Styron, Le Choix de Sophie, 1978
- Art Spiegelman, Maus (témoignage de son père sur la Shoah en Pologne, sous forme de bande dessinée ; prix Pulitzer 1992)
- Elie Wiesel, La Nuit, Éditions de Minuit, 1958, préf. de François Mauriac
- Jonathan Littell, Les Bienveillantes, 2006
- Wannsee, 1942 est le second tome du premier cycle de Sir Arthur Benton qui aborde pour la première fois la conférence de Wannsee dans une bande dessinée (de Tarek et Stéphane Perger), 2006
- Joseph Bialot, C'est en hiver que les jours rallongent, 2002.
- Ida Grinspan et Bertrand Poirot-Delpech, J'ai pas pleuré, 2002
- Tatiana de Rosnay, Elle s'appelait Sarah, 2008
- Jean Molla, Sobibor, 2003
- Jean Ferrat, Nuit et Brouillard, 1963

## Collaboration
- Louis-Ferdinand Céline, D'un château l'autre, 1957
- Louis-Ferdinand Céline, Nord, 1960
- Louis-Ferdinand Céline, Rigodon, 1969

## Autres
- Hans Fallada, Seul dans Berlin, 1947
- Philip K. Dick, Le Maître du Haut Château, 1962
- Timur Vermes, Il est de retour, 2014.